# Perrie Mans
Pierre "Perrie" Mans, född 14 oktober 1940 i Lichtenburg i Nordvästprovinsen, död i september 2023, var en sydafrikansk snookerspelare. Mans vann de sydafrikanska snookermästerskapen för första gången 1965, och därefter ytterligare 18 gånger.
Han nådde höjdpunkten i sin karriär 1978, då han gick till final i VM, där han förlorade mot Ray Reardon med 18–25. Detta hjälpte honom att stiga till plats 2 på världsrankingen, som enbart baserades på resultat i VM. Säsongen därpå vann Mans sin största titel, The Masters. Han gjorde det dock utan att åstadkomma ett enda break över 50 i hela turneringen. Mans vann även Pot Black 1977.
Mans var vänsterhänt och känd för att sänka bollarna från långt avstånd. Hans far, Peter Mans, var också professionell snookerspelare och gick till kvartsfinal i VM 1950.

## Titlar
- Masters - 1979
- Pot Black - 1977